# 尼爾·桑迪蘭茲
尼爾·約瑟夫·威廉·桑迪蘭茲（英語：Neil Joseph William Sandilands，1975年5月1日—）是一位南非演員和電影製片人。在2016年，他在SundanceTV所播出的電視劇《Hap和Leonard》中擔任Paco，在CW電視網播出的電視劇《地球百子》中擔任Titus。2017年，他加入了CW電視網播出的電視劇系列《閃電俠》的主演，扮演了克利福德·德沃/思想者。

## 個人生活
桑迪蘭茲會說英語和他的母語南非語。

## 外部連結
- Neil Sandilands home page （页面存档备份，存于）
- Neil Sandilands （页面存档备份，存于） at Discogs
- 尼爾·桑迪蘭茲在互联网电影资料库（IMDb）上的資料（英文）